# Senecio volutus
Senecio volutus là một loài thực vật có hoa trong họ Cúc. Loài này được (Baker) Humbert miêu tả khoa học đầu tiên năm 1963.